# Cantón de Le Chesne
El cantón de Le Chesne era una división administrativa francesa, que estaba situada en el departamento de Ardenas y la región de Champaña-Ardenas.

## Composición
El cantón estaba formado por diecisiete comunas:
- Authe
- Autruche
- Belleville-et-Châtillon-sur-Bar
- Boult-aux-Bois
- Brieulles-sur-Bar
- Germont
- Le Chesne
- Les Alleux
- Les Grandes-Armoises
- Les Petites-Armoises
- Louvergny
- Montgon
- Noirval
- Sauville
- Sy
- Tannay
- Verrières

## Supresión del cantón de Le Chesne
En aplicación del Decreto n.º 2014-203 de 21 de febrero de 2014, el cantón de Le Chesne fue suprimido el 22 de marzo de 2015 y sus 17 comunas pasaron a formar parte del nuevo cantón de Vouziers.